# Interjektion
Interjektioner är en ordklass av oböjliga ord som syntaktiskt och grammatiskt närmast kan ses som en självständig sats . För att återge deras betydelse i en viss kontext måste man ofta parafrasera en interjektion med en eller flera satser. Interjektioner delas in i fem grupper, hälsningsord, svarsord, ljudhärmande ord, utropsord och svordomar. 

## Utropsord
En stor grupp interjektioner är utropsord, till exempel Aj!, Oh!, Usch!, Tjoho!, Pang!, Oj! och Caramba! Svarsord som ja, jo och nej räknas också till interjektionerna. Det gör även hälsnings- och avskedsord som hej och adjö liksom ytterligare några ord vars yttrande innebär utförandet av en handling, till exempel tack och grattis. Det finns även en stor grupp onomatopoetiska (ljudhärmande) interjektioner som pang!, plask! och  poff!. Till dem hör ord som härmar djurs läten, såsom mjau, mu, vov och kuckeliku. Även svordomar räknas hit.

## Hybridord
Det finns ett antal ord som kan sägas vara en sorts "hybrider", genom att till formen (eller den tidigare formen) vara imperativa verbfraser, men som ofta eller alltid fungerar som interjektioner av sistnämnda slag ovan, eller åtminstone upplevs som samma ordtyp. Till dem hör förlåt, hjälp! (utrop), var så god (som ju lexikaliserats till varsågod och kan betraktas som en äkta interjektion) och far väl (också den lexikaliserad sammanskriven). Välkommen, som ju förlorat imperativverbet var, kan också räknas till dessa.

## Ordsammansättningar
Ord från andra ordklasser kan sättas ihop så att de tillsammans fungerar som interjektioner. Till exempel Milda makter!, Bomber och granater! och Vid profetens skägg! Dessa ordgrupper kallas sekundära interjektioner.